# Messina Marittima vasútállomás
Messina Marittima vasútállomás egy vasútállomás Olaszországban, Szicília régióban,  megyében,  településen. Forgalma alapján az olasz vasútállomás-kategóriák közül az arany kategóriába tartozik.
Messina Marittima állomás működési szempontból önálló állomás, bár szerkezetileg kapcsolódik Messina Centrale állomás létesítményeihez. Kompállomás és a Szicíliából a Messinai-szoroson át az olasz szárazföldre vezető vasútvonal kiindulópontja. A célkikötő a calabriai Villa San Giovanni. Marittima vasútállomást 2012-ben bezárták az utasforgalom elől. Ma már csak a vasúti kompok be- és kirakodására szolgáló üzemelő állomásként szolgál. Az állomáson naponta többször történik személy- és tehervonatok be- és kirakodása. A vasúti kocsik berakodása állítható magasságú rámpákon keresztül történik, amelyeket a kompok nyitott orrszárnyaihoz rögzítenek. A korábban meglévő leszálló- és autórakodórámpákat 2012-ben lebontották, mivel a vonatok, személygépkocsik, teherautók és gyalogosok közös szállítása a hajókon megszűnt.

## Vasútvonalak
Az állomást az alábbi vasútvonalak érintik:
- Messina-Siracusa-vasútvonal
- Palermo–Messina-vasútvonal